# Tamanjaya (Sumur)
Tamanjaya is een bestuurslaag in het regentschap Pandeglang van de provincie Banten, Indonesië. Tamanjaya telt 2744 inwoners (volkstelling 2010).